# Décès en 1226
Décès
- 1222
- 1223
- 1224
- 1225
- 1226
- 1227
- 1228
- 1229
- 1230

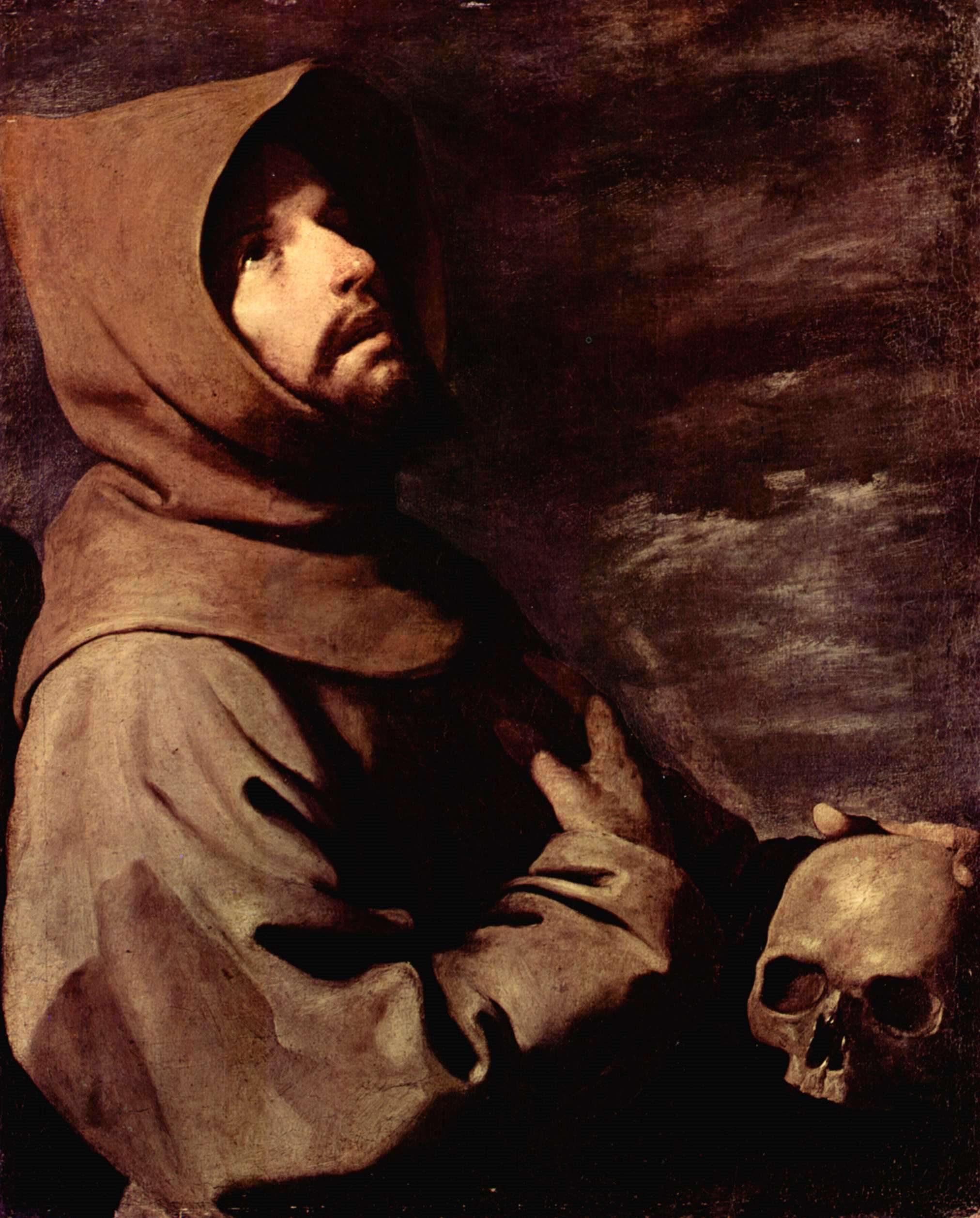
François d'Assise, mort en 1226.

Cette page dresse une liste de personnalités mortes au cours de l'année 1226 :
- 18 février : Guillaume du Perche, comte du Perche.
- 7 mars : Guillaume de Longue-Épée, 3e comte de Salisbury.
- 5 juin ou le 5 décembre : Henri II Borwin de Mecklembourg, prince de Mecklembourg, prince de Rostock.
- 2 juillet : Waléran III de Limbourg, marquis d'Arlon, seigneur de Montjoie, avoué de Duisbourg, puis comte de Luxembourg et duc de Limbourg.
- 10 juillet : Az-Zahir, ou Abû an-Nasir "al-Zâhir bi-'Amr Allah" Muhammad ben Ahmad an-Nâsir, trente cinquième  calife abbasside.
- 13 septembre : Bouchard de Marly, seigneur de Marly, de Montreuil-Bonnin, de Saissac, de Saint-Martin-en-Languedoc et de Picauville.
- 3 octobre : François d'Assise (Giovanni Francesco Bernardone), religieux italien, fondateur de l'ordre franciscain.
- 22 octobre : Renaud II de Forez, archevêque de Lyon.
- 8 novembre : Louis VIII, roi de France.

- Aimery VII de Thouars, sénéchal de l'Anjou, puis sénéchal du Poitou.
- Amaury Ier de Craon, seigneur de Craon, de Chantocé et d'Ingrandes, de Candé, de Segré, de Durtal, de Baugé et de Lude et sénéchal d'Anjou.
- Arnaud Ier de Castelbon, vicomte de Castelbon.
- Jean de Bierbeek, 10e abbé de Parc.
- Foulques de Bréauté, chevalier normand, originaire de Bréauté.
- William Brewer, homme important pour l'administration et la justice au royaume d'Angleterre.
- Éléonore d'Aragon, princesse d'Aragon et comtesse de Toulouse.
- Guillaume de La Ferté-Arnaud, seigneur de Villepreux.
- Guillaume de Joinville, évêque de  Langres, ce qui fait de lui un pair de France, puis archevêque de Reims.
- Guillaume Le Breton, prêtre et chroniqueur breton.
- Guy II de Saint-Pol, ou Guy III de Châtillon, comte de Saint-Pol.
- Albert II de La Tour du Pin, noble et croisé.
- Louis IV de Chiny, comte de Chiny.
- Lý Huệ Tông, empereur du Đại Việt (ancêtre du Viêt Nam).
- Philippe II de Courtenay-Namur, marquis de Namur.
- Philippe d'Arménie, roi d'Arménie.
- Sigurd Ribbung, prétendant au trône  de 1217 à 1226 comme « roi des Ribbunger » sous le règne du roi Håkon IV de Norvège.
- Siméon (ru), évêque de Souzdal, l’un des auteurs du Paterikon de Kiev (anthologie des vies des saints de la laure des Grottes de Kiev).

## Crédit d'auteurs
- Cet article est partiellement ou en totalité issu de l'article intitulé « 1226 » (voir la liste des auteurs).